# Parapediasia detomatellus
Parapediasia detomatellus là một loài bướm đêm trong họ Crambidae.